# Tobakspipa (fisk)
Tobakspipa (Fistularia tabacaria) är en fiskart som beskrevs av Carl von Linné 1758. Fistularia tabacaria ingår i släktet Fistularia och familjen Fistulariidae. Inga underarter finns listade i Catalogue of Life.
Den är rödbrun med mattblå fläckar och når en längd av 1,5–2 meter och förekommer vid det tropiska Amerikas atlantkust.